# 我食飯你埋單
《我食飯你埋單》是香港電視娛樂製作的遊戲/飲食節目，於2019年3月18日至4月5日，逢星期一至星期五22:30－23:00在ViuTV播出。由強尼[Master]、陳俞希[Queen]、蔡寶欣[飯局助手]主持，特色飯腳為李健宏（KB），雷深如（J.Arie），林慧韡（達哥），和泉素行（Soko），徐智勇（小肥），張紋嘉（Crystal），梁祖堯（阿祖），湯駿業（阿Dee），黃奕晨（Dixon），吳嘉熙（Cheronna），易健兒（Creamy），Arho Sunny（Sunny）。
初賽兩組，每組三對飯腳，到香港不同餐廳，以遊戲方式介紹和輪流點菜，以當日最接近餐費上限的飯腳為勝方得2分，第二名得1分，第三名0分。
終極飯局，賽制由每對飯腳改為單人各自作賽 。

## 每集一覽
| 集數 | 播映日期 | 特色飯腳                                 | 飯局       | 主題                 |
| 1    | 3月18日  | KB J.Arie，達哥 Soko，小肥 Crystal       | 美國菜     | 挑戰新派美國菜       |
| 2    | 3月19日  | KB J.Arie，達哥 Soko，小肥 Crystal       | 美國菜     | 功能牌爭奪戰         |
| 3    | 3月20日  | 阿祖 阿Dee，Dixon Cheronna，Sunny Creamy | 淮揚菜     | 新飯腳品嚐地道淮揚菜 |
| 4    | 3月21日  | 阿祖 阿Dee，Dixon Cheronna，Sunny Creamy | 淮揚菜     | 淮揚菜飯局漁人得利   |
| 4    | 3月21日  | KB J.Arie，達哥 Soko，小肥 Crystal       | 希臘菜     | 希臘菜飯局復仇戰     |
| 5    | 3月22日  | KB J.Arie，達哥 Soko，小肥 Crystal       | 希臘菜     | 希臘菜飯局達哥大反擊 |
| 6    | 3月25日  | 阿祖 阿Dee，Dixon Cheronna，Sunny Creamy | 西班牙菜   | 品嚐精緻西班牙菜     |
| 7    | 3月26日  | KB J.Arie，達哥 Soko，小肥 Crystal       | 瑞士菜     | 瑞士飯局達哥小肥結盟 |
| 8    | 3月27日  | 阿祖 阿Dee，Dixon Cheronna，Sunny Creamy | 泰國菜     | 泰國菜四選一爆煲飯局 |
| 9    | 3月28日  | KB J.Arie，達哥 Soko，小肥 Crystal       | 粵菜       | 奇珍異獸的粵菜飯局   |
| 10   | 3月29日  | 阿祖 阿Dee，Dixon Cheronna，Sunny Creamy | 拉丁美洲菜 | 拉丁美洲金盃菜       |
| 11   | 4月1日   | 阿祖 阿Dee，Dixon Cheronna，Sunny Creamy | 葡萄牙菜   | 勝敗兩難的葡萄牙飯局 |
| 12   | 4月2日   | KB J.Arie，達哥 Soko，小肥 Crystal       | 日本菜     | 4088元的日本飯局大戰 |
| 13   | 4月3日   | 阿 Dee，阿祖，達哥，Soko                 | 北歐菜     | 北歐菜終極飯局       |
| 14   | 4月4日   | 阿 Dee，阿祖，達哥，Soko                 | 秘魯菜     | 秘魯終極飯局         |
| 15   | 4月5日   | 阿 Dee，阿祖，達哥，Soko                 | 意大利菜   | 最後的意大利終極飯局 |

## 外部網頁
- ViuTV：我食飯你埋單（页面存档备份，存于）

## 電視節目的變遷
| 香港 ViuTV 星期一至五 22:30－23:00     | 香港 ViuTV 星期一至五 22:30－23:00             | 香港 ViuTV 星期一至五 22:30－23:00 |
| -------------------------------------- | ---------------------------------------------- | ---------------------------------- |
|                                        | 我食飯你埋單 （2019年3月18日 － 2019年4月5日） |                                    |
| 初戀還未來? （2019年2月25日－3月15日） | 點相 2019年4月8日－2019年4月26日               |                                    |